# 李欽式
李钦式，字肖岩，号古直，江苏金坛人，清朝政治人物、进士出身。

## 生平
康熙十二年癸丑科二甲二十五名进士，散官授编修，外任莱芜令时有政声，官至福建学政，精诗文，工书法，间写山水，亦具韵致。